# E81号線
E81号線 (E81ごうせん、英: European route E81) はウクライナのムカーチェヴォとルーマニアのコンスタンツァを結ぶ、欧州自動車道路のAクラス幹線道路。

## 経路
- ウクライナ
  - ムカーチェヴォ
- ルーマニア
  - ハルメウ（英語版） - サトゥ・マーレ  - ザラウ（英語版） - クルージュ＝ナポカ - トゥルダ - セベシュ - シビウ - ピテシュティ - ブカレスト - Lehliu - フェテシュティ - チェルナヴォダ - コンスタンツァ